# Centrum (Berlicum)

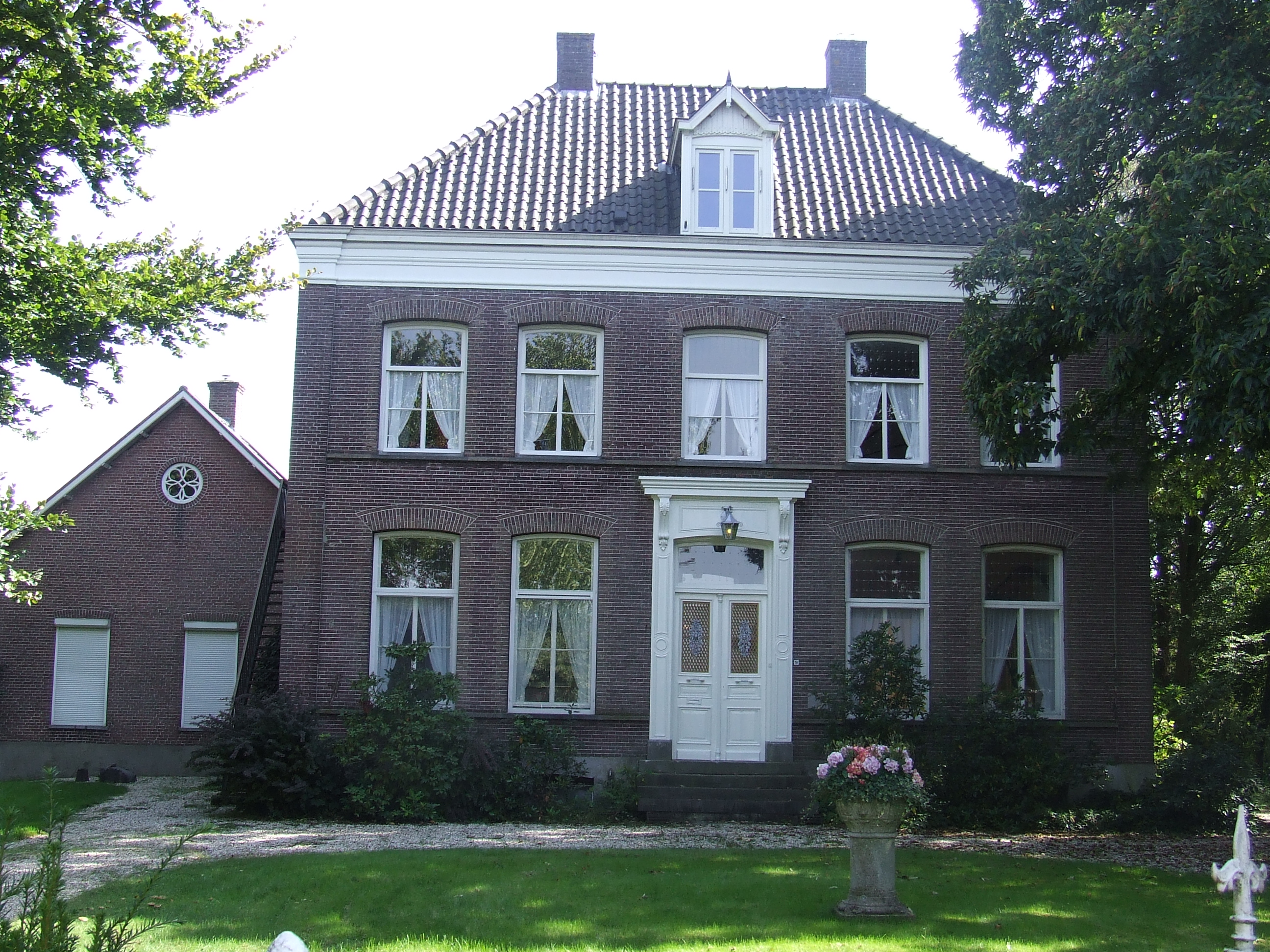
Fabrikantenvilla, rijksmonument aan de Hoogstraat

Het centrum van Berlicum is het meest centrale deel van de Nederlandse plaats Berlicum. Hier bevinden zich onder andere een winkelcentrum, een aantal grote appartementsgebouwen, een verzorgingshuis, de Sint-Petruskerk, onderwijsvoorzieningen, bushaltes en sportvoorzieningen. De twee bekendste bezienswaardigheden van Berlicum, Kamelenmelkerij Smits en 't Hofke, bevinden zich echter niet in het centrum.
Naast het huidige centrum is er ook veel bewaard gebleven van het historische centrum rondom het Raadhuisplein. De Hoogstraat verbindt de twee centra aan elkaar. In deze straat zijn er verschillende winkels, restaurants, historische gebouwen en bedrijven. Ook bevindt zich hier de Koninklijke biljartfabriek Eureka. Deze straat wordt daarom ook tot het centrum van Berlicum gerekend.
Berlicum had vroeger geen stadsrechten en daarom wordt de term binnenstad zelden gebruikt voor het centrum, in tegenstelling tot vergelijkbare historische plaatsen.

## Historisch centrum

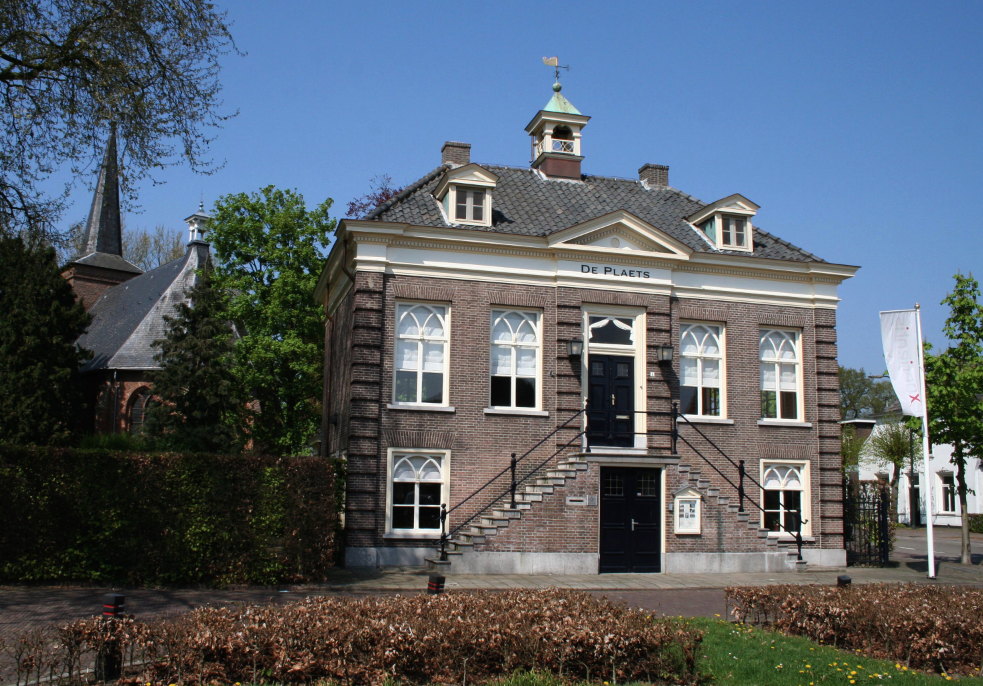
Raadhuis De Plaets, met linksachter de Protestantse Kerk

Het historisch centrum van Berlicum bevindt zich in het noordwestelijke deel van het dorp, rondom het Raadhuisplein. Op deze plaats was er al omstreeks het jaar 700 bewoning. Naar verluidt bevond zich hier een Germaanse offerplaats. Er zijn geen winkels gevestigd in het historisch centrum van Berlicum. Wel zijn er verschillende rijksmonumenten, waaronder de Protestantse Kerk, voormalig raadhuis De Plaets en de voormalige burgemeesterswoning en herberg aan het Raadhuisplein 18, ook wel Het Herenhuis genoemd. In het historisch centrum bevindt zich eveneens een protestantse begraafplaats.
Net zoals aan het Mercuriusplein bevindt zich aan het Raadpluisplein een bushalte.

## Huidig centrum

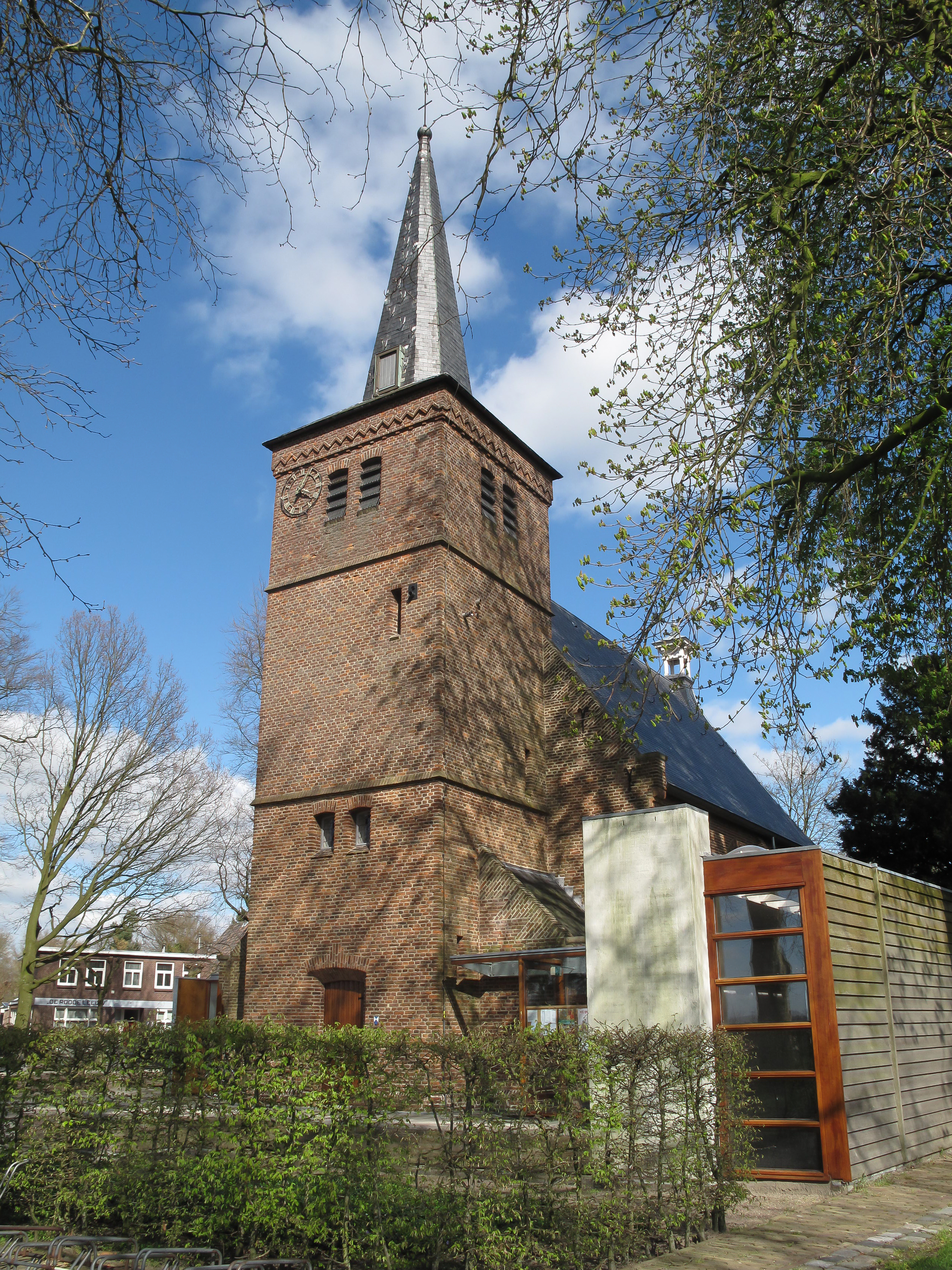
Protestantse Kerk.

In Berlicum is in de jaren zeventig een nieuw dorpscentrum gecreëerd, los van het historisch centrumgebied. Het huidig centrum van Berlicum bevindt zich in het midden van het dorp. Hier bevinden zich de meeste winkels en voorzieningen. Het centrum is gevestigd rondom het Mercuriusplein. Op het Mercuriusplein is er bebouwing in drie tot vier lagen met een kap, met een sobere uitstraling. Hier zijn de meeste winkels gevestigd. Op het plein bevindt zich een volledig verharde parkeerplaats. Vanwege de soberheid en het weinige groen heeft het Mercuriusplein een ietwat ander karakter dan de rest van Berlicum, waar wel veel groenvoorzieningen te vinden zijn. Op woensdag wordt er op het Mercuriusplein een markt gehouden. Het standbeeld Boerke van Balkum van Willy van der Putt bevindt zich eveneens op het Mercuriusplein. Van 1982 tot 1996 stond het gemeentehuis van de voormalige gemeente Berlicum op het Mercuriusplein. Op het plein vinden tevens veel (jaarlijkse) evenementen plaats, zoals muziekfestival Zomerpop (niet te verwarren met het gelijknamige festival in Opmeer), een Parijse markt, een beachvolleybaltoernooi en evenementen van carnavalsstichting Dun Blaouwun Beer. Tevens vindt de jaarlijkse kermis van Berlicum, die in september plaatsvindt en vier dagen duurt, plaats op het Mercuriusplein.
In het gebied ten zuiden van het Mercuriusplein bevinden zich nog een aantal winkels, een bibliotheek, theater en sociaal-cultureel centrum Den Durpsherd, een park met een Mariakapel, verschillende onderwijsvoorzieningen, een begraafplaats en de Sint-Petruskerk.
De Runweg verbindt het centrum van Berlicum met het kanaal de Zuid-Willemsvaart en bedrijventerrein Beekveld.
In 2007 heeft het gemeentebestuur van de gemeente Sint-Michielsgestel een onderzoek gestart naar de revitalisatie van het Mercuriusplein. Naar aanleiding van dit onderzoek is er een vragenlijst uitgeschreven aan de inwoners van Berlicum met betrekking tot de revitalisatie. Sindsdien heeft het Mercuriusplein verschillende (kleine) veranderingen ondergaan. Zo zijn er nieuwe fietsenstallingen en banken gekomen en zijn beschadigde en/of verouderde bomen, muren en fietsbeugels verwijderd. Op plaatsen waar bomen zijn verwijderd, is opnieuw bestraat. De beschadigde hagen langs de parkeervlakken zijn opnieuw geplant en de beplanting op de aansluitende delen van de doorgaande weg is aangepast. Door een bijdrage van de provincie Noord-Brabant is de bushalte bij het Mercuriusplein aangepast zodat deze beter toegankelijk is. Het Mercuriusplein heeft volgens de gemeente nu de uitstraling die bij een centrum hoort.